# ザ・プロクレイマーズ
ザ・プロクレイマーズ(The Proclaimers)は、チャーリー・リードとクレイグ・リード（Charlie Reid & Craig Reid、1962年3月5日 - ）の双子の兄弟が1983年に結成したスコットランドのフォークロックバンドである。

## 概要
彼らは、1987年のシングル「 Letter from America 」で注目を集め、イギリスで3位になり、1988 年のシングル「 I'm Gonna Be (500 Miles) 」はオーストラリア、アイスランド、ニュージーランドのチャートで上位に入った。ザ・プロクレイマーズの全世界の売り上げは500万枚以上である。 
ザ・プロクレイマーズは、1983年からアコースティックデュオとして最初に活動し 、後の作品になるとバンド志向のロックに移行した。ザ・プロクレイマーズのスタイルは、カントリー、フォークミュージック、  、パンクロックなどの様々な影響を受けている。 彼らが演奏できるのは、ルーツ・ロック 、オルタナティブ・ロック 、フォークロックなどであり、彼らの楽曲はスコットランド訛りに代表されている。  ザ・プロクレイマーズ は頻繁に海外を訪れており 、1987年以来12枚のスタジオアルバムをリリースした。最新のものは 2022 年のDentures Outである。
ザ・プロクレイマーズのメンバーであるリード兄弟はリース生まれである。彼らはハイバーニアンFCのファンであり、スコットランドの独立を支持したことでも知られている ほか、ウェールズの独立への支持も表明している。

## ディスコグラフィ

### スタジオアルバム
- This Is the Story (1987)
- Sunshine on Leith (1988)
- Hit the Highway (1994)
- Persevere (2001)
- Born Innocent (2003)
- Restless Soul (2005)
- Life with You (2007)
- Notes & Rhymes (2009)
- Like Comedy (2012)
- Let's Hear It for the Dogs (2015)
- Angry Cyclist (2018)
- Dentures Out (2022)

## 映画
- サンシャイン/歌声が響く街 (2013)
  - 「Sunshine on Leith」を元にしたミュージカルの映画化。デクスター・フレッチャー監督。